# Jens Erik Sørensen
Jens Erik Sørensen (født 20. marts 1946 i Hadsund) er en dansk kunsthistoriker, mag.art. Fra 1979 museumsinspektør på Aarhus Kunstmuseum, og siden 1984 direktør for ARoS/Aarhus Kunstmuseum.
I 2005 blev han Ridder af 1. grad af Dannebrog.